# 4-Chlorbenzophenon
4-Chlorbenzophenon ist eine chemische Verbindung des Chlors aus der Gruppe der Benzophenonderivate.

## Gewinnung und Darstellung
4-Chlorbenzophenon kann durch Friedel-Crafts-Acylierung von Chlorbenzol mit Benzoylchlorid in Gegenwart einer Cu-Mg-Legierung unter Mikrowellenbestrahlung und unter lösungsmittelfreien Bedingungen dargestellt werden.

## Eigenschaften
4-Chlorbenzophenon ist ein geruchloser, weißer bis beiger Feststoff.

## Verwendung
4-Chlorbenzophenon ist ein Baustein für verschiedene chemische Synthesen. Er kann für die Herstellung einer Vielzahl von funktionalisierten Cumarinderivaten verwendet werden. Es wurde auch als Additiv und Photoinitiator für UV-Farben eingesetzt.